# Still Remains
Still Remains es una banda metalcore de Grand Rapids, Míchigan firmado a Roadrunner Records, que formó de anteriores bandas locales como Shades of Amber y Unition, influenciada por la banda hardcore Shades of Amber.
Still Remains es uno de los pocos grupos metalcore que incorpora teclados en su banda.

## Estilos
- Metalcore
- Melodic hardcore

## Miembros
- T.J. Miller – Cantante
- Mike Church – Guitarra principal
- Steve Hetland - Bajo
- Jordan Whelan – Guitarra
- Ben Schauland - Teclados
- Adrian "Bone" Green – Batería

## Reunion
El 1 de enero de 2012, Still Remains lanza "Reading Lips", su primera canción en cuatro años. En marzo del 2013, la banda lanzó una campaña en Kickstarter para financiar la grabación de su nuevo álbum de larga duración. 

## Curiosidades
- En el verano de 2006 el baterista de Still Remains Jason Wood conoció a los chicos de It Dies Today, banda donde canta actualmente.
- Es una de los muchos grupos de metalcore cristiano de fama relativa en Estados Unidos.

## Otras canciones
- Head Like a Hole, Nine Inch Nails cover featured on Kerrang: High Voltage: A Brief History Of Rock
- Bed of Nails B-Side from Of Love and Lunacy.
- What Is Love, B-Side from The Serpent.
- I Can Never Be Your Lover, B-Side from The Serpent.
- Float Like a Feather, B-Side from The Serpent.

## Discografía
| Album information                                                                                      |
| --- |
| Dying With A Smile - Lanzado: 31 de julio de 2003 (U.S.) - Compañía: Benchmark Records                 |
| If Love Was Born to Die - Lanzado: 10 de agosto de 2004 (U.S.) - Compañía: Benchmark Records           |
| Of Love and Lunacy - Lanzado: 3 de mayo de 2005 (U.S.) - Compañía: Roadrunner Records                  |
| The Serpent - Lanzado: 7 de agosto de 2007 (U.S.) - Compañía: Roadrunner Records                       |
| Ceasing to Breathe - Lanzado: 17 de diciembre de 2013 (U.S.) - Compañía: - (Independiente/Crowdfunded) |